# (508788) 2000 CQ114
(508788) 2000 CQ114 est un objet transneptunien de magnitude absolue 7,0 et faisant partie des cubewanos ; son diamètre est estimé à 179 km.

## Satellite
Un satellite, de nom provisoire S/2004 (508788) 1 a été découvert en 2004, son diamètre serait d'environ 169 km selon Johnston et orbite à 6 940 km. L'objet pourrait être qualifié d'astéroïde double puisque les deux corps ont des tailles similaires.